# Liolaemus lemniscatus
Liolaemus lemniscatus је гмизавац из реда Squamata и фамилије Tropiduridae.

## Угроженост
Подаци о распрострањености ове врсте су недовољни.

## Распрострањење
Врста има станиште у Аргентини и Чилеу.

## Станиште
Врста Liolaemus lemniscatus има станиште на копну.